# 펜타포트 락 페스티벌
펜타포트 락 페스티벌(영어: Pentaport Rock Festival)은 매년 여름 대한민국 인천에서 열리는 록 페스티벌이다.
한국의 록 음악가들은 물론 세계의 유명 뮤지션들도 참여하는 한국의 대형 록 페스티벌으로, 인천광역시의 전폭적인 후원을 받고 있다.
1999년 현 락 페스티벌의 기원이 되는 여름 트라이포트 락 페스티벌이 개최되었다가 집중폭우로 중단된 후 (당시 공연실황), 7년 만인 2006년 인천 송도 송도시민공원(대우자동차판매 부지)에서 재개되었다. 이후 2010년과 2011년에는 인천 백석동에 있는 세계최대 규모의 환경 생태 공원인 드림파크로 이전하여 개최하였고 2012년에는 또 다시 장소를 옮겨 인천 오류동에 있는 일명 정서진이라고 불리는 경인아라뱃길 인천터미널에서 개최하였다. 2013년부터는 송도신도시 내에 전용부지인 달빛축제공원에서 열리고 있다. 인천 지하철 1호선 국제업무지구역 약 도보 10분 거리에 위치 하고 있다.

## 펜타포트
펜타포트(PENTA-Port)는 인천광역시에서 90년대 후반부터 내세웠던 도시전략이다. 트라이포트(Tri-port), 즉, 공항, 항만, 정보 포트(Airport, Seaport, Teleport)에 비즈니스, 레저분야(Business-port, Leisure-port)를 추가하여 다섯가지를 결합시킨 신도시 전략으로 국제적 허브도시, 동북아 중심도시로 성장한다는 자연주의 도시 컨셉에서 유래되었고, 펜타포트 락 페스티벌이 연결고리로 삼고 있는 5개의 철학(MUSIC/PASSION/Environment Friendly/D.I.Y/Friendship)과 정신을 표방하기도 한다.

### 제작
- 주최 : 인천광역시
- 주관 : 인천관광공사 , (주)경기일보

## 구성
- 메인무대는 '펜타포트 스테이지 (Pantaport stage)'로, 폭 60m, 높이 20m에 이르는 대형 방수 지붕을 갖춘 트러스 구조의 대형 상설 무대, 5만명 이상의 인원이 스탠딩으로 수용가능하다.
- 서브무대는 '드림 스테이지 (Dream stage)'로 천막 재질로 된 터널 돔 형태의 텐트형 실내 상설 무대다. 2천명 이상의 인원이 스탠딩으로 수용 가능하다. 국내외 밴드와 신인밴드의 공연이 진행된다.
- 넓은 부지로 캠핑존이 마련되어 있어, 사용료를 지불하면 관람객들은 텐트를 가져와 설치 할 수 있다.

## 연혁
- 1회(장소-송도시민공원 대우자동차판매 부지): 2006년 7월 28일 ~ 7월 30일 (헤드라이너 : 스트록스, 플라시보, 블랙 아이드 피스, 프란츠 퍼디난드)
- 2회(장소-송도시민공원 대우자동차판매 부지): 2007년 7월 27일 ~ 7월 29일 (헤드라이너 : 케미컬 브라더스, 라르크 앙 시엘, 뮤즈)
- 3회(장소-송도시민공원 대우자동차판매 부지): 2008년 7월 25일 ~ 7월 27일 (헤드라이너 : 엘르가든, 크라잉 넛, 트래비스, 언더월드)
- 4회(장소-송도시민공원 대우자동차판매 부지): 2009년 7월 24일 ~ 7월 26일 (헤드라이너 : 노브레인, 데프톤즈, N.EX.T, 부활)
- 5회(장소-드림파크): 2010년 7월 23일 ~ 7월 25일 (헤드라이너: 스테레오포닉스, 후바스탱크, 이안 브라운)
- 6회(장소-드림파크): 2011년 8월 5일 ~ 8월 7일 (헤드라이너: B.o.B, 콘, 심플 플랜)
- 7회(장소-경인아라뱃길 인천터미널 정서진): 2012년 8월 10일 ~ 8월 12일 (헤드라이너: 스노 패트롤, 매닉 스트리트 프리처스)[2]
- 8회(장소-송도국제도시 23호 달빛축제공원): 2013년 8월 2일 ~ 8월 4일 (헤드라이너: 들국화, 스웨이드, 폴 아웃 보이)
- 9회(장소-송도국제도시 23호 달빛축제공원): 2014년 8월 1일 ~ 8월 3일 (헤드라이너: 이승환, 카사비안, 트래비스)
- 10회(장소-송도국제도시 23호 달빛축제공원): 2015년 8월 7일 ~ 8월 9일 (헤드라이너: 스콜피언스, 서태지, 프로디지)
- 11회(장소-송도국제도시 23호 달빛축제공원): 2016년 8월 12일 ~ 8월 14일 (헤드라이너: 스웨이드, 넬, 위저, 패닉! 앳 더 디스코, 투 도어 시네마 클럽)
- 12회(장소-송도국제도시 23호 달빛축제공원): 2017년 8월 11일 ~ 8월 13일 (헤드라이너: 국카스텐, 바스틸, 저스티스)
- 13회(장소-송도국제도시 23호 달빛축제공원): 2018년 8월 10일 ~ 8월 12일 (헤드라이너: 자우림, 나인 인치 네일스, 마이 블러디 밸런타인)
- 14회(장소-송도국제도시 23호 달빛축제공원): 2019년 8월 9일 ~ 8월 11일
- 15회(장소-송도국제도시 23호 달빛축제공원): 2023년 8월 4일 ~ 8월 6일

## 참여 음악가
| 2006년 | 7월 28일 | 7월 29일 | 7월 30일 |
| ------ | --- | --- | --- |
| 2006년 | 헤드라이너: 스트록스 - N.EX.T - 스노 패트롤 - 언니네이발관 - 피아 - 슈가 도넛 - 예 예 예스 - 제이슨 므라즈 - 마이앤트메리 - 미야비 - 쿠바 - 이현석 - 강인오 - 게토밤즈 - 슈퍼 키드 - Oriental Funk Stew - Andy & Stu - Junkie XL - DJ Sunshine - DJ Devil - VJ the Maze | 헤드라이너: 플라시보, 블랙 아이드 피스 - 싸이 - 드래곤 애쉬 - 시나위 - 크래쉬 - 바세린 - Fake? - 나비효과 - 스키조 - 하찌와 TJ - 보드카레인 - 펄스데이 - 뷰티풀 데이즈 - Desperado - 몽구스 - 클라우드 쿠쿠랜드 - DJ Jaimo - DJ Paust - Ken Ishii - DJ Unkle - Airmix - VJ the Maze | 헤드라이너: 프란츠 퍼디난드 - 쿨라 쉐이커 - 자우림 - Dramagods(Feat.Nuno Bettencourt) - 넬 - 이한철 - 타카피 - 헤드윅 - 스토리 오브 더 이어 - 닥터코어 911 - 바닐라 유니티 - 이지형 - Atmosphere - 윈디 시티 - 오! 부라더스 - 커먼그라운드 - 몽니 - DJ Guru - DJ Hyper - Makoto & MC Stride - DJ Kuma - VJ the Maze                                                                                                |
| 2007년 | 7월 27일 | 7월 28일 | 7월 29일 |
| 2007년 | 헤드라이너 : 케미컬 브라더스 - 오케이 고 - 사랑과 평화 - 디아블로 - Human Instinct - Gov't Mule - 스키조 - the answer - 내귀에 도청장치 - 할로우잰 - 펄스데이 - 쓰치야 안나 - 다운인어 홀 - 옐로우푸퍼 - 베이 - 21scott - BT - DJ Takuma - Hoola-Loops - Andy & Stu - VJ the Maze | 헤드라이너 : 라르크 앙 시엘 - 오션 컬러 신 - 테스터먼트 - 크래쉬 - 보드카레인 - 바닐라 유니티 - 레이니썬 - Stevie Salas Colorcode - 69 Chambers - 피터팬 컴플렉스 - 쟈니로얄 - 레이강 - 뭄바트랩 - 스트라이커스 - 스타보우 - 판타스틱 플라스틱 머신 + Atsushi(드래곤 애쉬) - DJ Smood - Kid B - DJ Guru - VJ the Maze | 헤드라이너 : 뮤즈 - 크라잉넛 - 애쉬 - 아시안 쿵후 제너레이션 - 넬 - 바세린 - 닥터코어 911 - 이승열 - 에브리 싱글 데이 - 럭스 - 슈가 도넛 - 더 멜로디 - 카피머신 - 쿨에이지 - 앤썸 - DJ Beejay - DJ J-Path - DJ HYDRO - Om-Shall-Om - VJ the Maze |
| 2008년 | 7월 25일 | 7월 26일 | 7월 27일 |
| 2008년 | 헤드라이너 : 엘르가든, 크라잉넛 - The Music - 더 고! 팀 - 타카피 - 카피머신 - 피터팬 컴플렉스 - 스웨터 - Double Famous - 국카스텐 - 비둘기우유 - 나비밴드 - 뷰티풀데이즈 - 로켓다이어리 - 버닝헵번 - 스타보우 - Fridy ins - Kid B - DJ Rap - Shai - Fin | 헤드라이너 : 트래비스 - 자우림 - 더 바인스 - 이한철과 런런어웨이즈 - 더 레이시오스 - End Of Fashion - 슈퍼 키드 - The Gossip - 문샤이너스 - 데블즈 - 소규모 아카시아 밴드 With 요조 - 마리서사 - 필름스타 - 데미안 - 한음파 - 로로스 - 브로콜리 너마저 - 나폴레옹 다이나마이트 - 블루니어마더 - Smood feat.MC make-one - Lodon Elektricity - Accomplice - Psyco - Dj Ryu | 헤드라이너 : 언더월드 - 카사비안 - 델리 스파이스 - 하드-파이 - 오! 부라더스 - 윈디 시티 - 오조매틀리 - 피더 - 트리키 - 껌엑스 - 갤럭시 익스프레스 - Inoran - 고고스타 - 루네 - 김철연 - 로다운 30 - 다이스 - 파프리카 - Gutz - 3rd coast - Princess Superstar - Sunshine - Flamenco feat. MC SaphFire |
| 2009년 | 7월 24일 | 7월 25일 | 7월 26일 |
| 2009년 | 헤드라이너 : 노브레인 - 애시드맨 - 블랙신드롬 - 트랜스픽션 - 문샤이너스 - 슈가 도넛 - 럭스 - AGGRESSIVE DOGS - 소규모아카시아밴드 - 고고보이스 - 크리스탈레인 - 제8극장 - 로맨틱펀치 - 고고스타 - KARIZMA - GON & CONAN - Cosmic Gate - Risque Rhythm Machine | 헤드라이너: 데프톤즈, N.EX.T - ESKIMO JOE - 코코어 - 스키조 - 국카스텐 - 한음파 - W & WHALE - 킹스턴 루디스카 - 소울스테디락커스 - 할로우잰 - 99ANGER - 악퉁 - 후나 - 검정치마 - DJ KENTARO - 텔레파시 - 이디오테잎 - ASTRO VOIZE - UJN & NOVE | 헤드라이너 : 부활 - THE INSPECTOR CLUZO - 서울전자음악단 - 검엑스 - 갤럭시 익스프레스 - 로로스 - KILLA KELA - LENKA - 허클베리 핀 - 나비맛 - 네바다51 - 아폴로 18 - 시와빅터뷰 - 플라스틱데이 - LEFTO - UNJIN - DEXPISTOLS - YAHEL |
| 2010년 | 7월 23일 | 7월 24일 | 7월 25일 |
| 2010년 | 헤드라이너 : 스테레오포닉스 - 조덕환 - 크라잉넛 - 강산에 - 갤럭시 익스프레스 - 輪廻 (Lun Hui) - 피아 - The Like - 오지은과 늑대들 - Wu Bai & China Blue - 이장혁 & 오소영 - 나인씬 - 스트라이커스 - 노이지 - 텔레플라이 - DJ SET - 2E LOVE - EAST COLLECTIVE - INSIDE CORE - DJ YODA | 헤드라이너 : 후바스탱크 - LCD SOUND SYSTEM - YB vs RRM - 기시단 - 국카스텐 - 뷰렛 - 바세린 - Wagdug Futuristic Unity - 아침 - 와이낫 - 넘버원코리안 - 이상민밴드 - 데이브레이크 - 10cm - 폰부스 - 더 유나이티드93 - 아침 - 이디오테잎 - DJ SET - ASTRO VOIZE - PENDULUM DJ Set | 헤드라이너 : 이안 브라운 - 디르 앙 그레이 - 김창완 밴드 - 에고 래핑 - 이한철과 런런런어웨이즈 - 허클베리 핀 - 슈퍼 키드 - 뜨거운 감자 - The Grates - 킹스턴 루디스카 - opshop - 옐로우 몬스터즈 - 세렝게티 - 오르겔탄츠 - 윈디캣 - 포 - DJ SET - J-PATH - MONGOLOID - REVOLVER 69 - KAPIO KVRT |
| 2011년 | 8월 5일 | 8월 6일 | 8월 7일 |
| 2011년 | 헤드라이너 : B.o.B - 미스에이 - 드렁큰타이거+윤미래 - GD&TOP + 태양 - 원더버드 - W & Whale - 고 시크 - 라이너스의 담요 - 비둘기우유 - THE GHOST SPARDAC - 최고은 - DJ SET - PLASTIC KID feat. MAKE-1 - DJ YUP feat. KOONTA - CONAN feat. MC GOLTEE - J-PATH | 헤드라이너 : 콘 - 플레인 화이트 티즈 - 노브레인 - 맥시멈 더 호르몬 - 봄 여름 가을 겨울 - 가리온 - 스키조 feat. 김옥빈 - 바세린 - 내 귀에 도청장치 - 마마스 건 - 더 긱스 - 보니 - 잠비나이 - DJ SET - LIMZI - ASTRO VOIZE - Dr. Lektroluv - INSIDE CORE | 헤드라이너 : 심플 플랜 - THE TING TINGS - 부활 - 네온 트리스 - 이디오테잎 - 갤럭시 익스프레스 - 검정치마 - 조 브룩스 - 황보령=SmackSoft - 장재인 - 슈퍼8비트 - 이스턴 사이드 킥 - 조길상 - DJ SET - Oriental Funk Stew & DJ RYOO - KINGMCK - DEXPISTOLS - SHUT DA MOUTH |
| 2012년 | 8월 10일 | 8월 11일 | 8월 12일 |
| 2012년 | - 탑밴드2 Theme - 백두산 - 송홍섭, 신대철, 유영석, 김경호(슈퍼세션) - 톡식 - 아이씨사이다 - 게이트 플라워즈 - 엑시즈 - 탑밴드2 8강전 - 피아 - 로맨틱펀치 - 장미여관 - 몽니 - 트랜스픽션 - 피터팬 컴플렉스 - 슈퍼 키드 - 악퉁 - 윈디 시티 - Lasse Lindh & 라이너스의 담요 - 안녕바다 - 이스턴 사이드 킥 - 몽구스 - Tian - 딕펑스 - We Save Strawberries - 좋아서 하는 밴드 - 루싸이트 토끼 - 해브어티 - 솔솔부는 봄바람 - 전기뱀장어 - 스마일리 - 컬리 - KAN Family - 라국산 - 김반장 - U'NOO - MOJO - 22 BULLETS - 킬러컷츠 - 4 on the floor | 헤드라이너 : 스노 패트롤 - Ash - Fact - 칵스 - The Qemists - 킹스턴 루디스카 - 크래쉬 - SiM - 피아 - 바세린 - 브로큰 발렌타인 - Gacharic Spin - T-Born Ska - My Skin Against Your Skin - 스윗 소로우 - 옥상달빛 - 소란 - 주윤하 - 머쉬룸즈 - 태히언 - KINO - 페이션츠 - 유인상 - KAN Family - 임능배 - 컬리 - 스마일리 - WOW - FFAN - CONAN & KINGMCK - 장우혁 - INSIDE CORE | 헤드라이너 : 매닉 스트리트 프리처스 - 크리스탈 캐슬즈 - 뜨거운 감자 - 10cm - Coldrain - 데이브레이크 - 더 인스펙터 크루조&The Fb's Horns - 문샤이너스 - 형돈이와 대준이 - 이승열 - 장미여관 - Mocca - 바이바이배드맨 - Tizzy Bac - 허클베리 핀 - 어반자카파 - 랄라스윗 - 스픽아웃 - 홀로그램필름 - 니케아 - 라국산 - 수리수리마하수리 - The Weekend - 북방 올 스타즈 - Mazestik - 로켓다이어리 - Air Mix - JUNCOCO |
| 2013년 | 8월 2일 | 8월 3일 | 8월 4일 |
| 2013년 | 헤드라이너 : 들국화 - 스키드 로우 - 테스타먼트 - 내 귀에 도청장치 feat. 토미 키타 - 더 빅 핑크 - 포르노 그래피티 - 몽니 - 스틸하트 - 나티 - S.L.K. - 망각화 - 피네 - 빈지노&Dok2 - 정기고 - 본 킴 feat. 이현송(The Koxx)&박솔(솔루션스) - 유즈드 카세트즈 - 뉴 블루 데스 - 해머링 - 공무수행 - Peachade - Mcbitz - Wu - BNS Krew - Airmix - 권송희&창작그룹 노니 - 유인상 - Akimbo | 헤드라이너 : 스웨이드 - YB - 스토리 오브 더 이어 - 뜨거운 감자 - 피스 - 딕펑스 - 글라스베가스 - 맨 위드 어 미션 - 오지은 - 소란 - 시오엔 - 블랙백 - 전기뱀장어 - 유토피아 - 장우혁 - Conan - Daruma+Jommy - Andow - Kingmck - Smood - Deadend All Stars - 원모어찬스 - 가을방학 - 랄라스윗 - 프렐류드 - 어느새 - 마그나폴 - DJ Noah - Ffan - Ride - Extaloop - Gon - Double Strike - Swerve - Unique - Wadada Sound - 유인상 - White Reed Caravan - Akimbo - 스마일리 - 윈디 시티 - 권송희 - 창작그룹 노니 - 김반장 | 헤드라이너 : 폴 아웃 보이 - 강산에 - 옐로우 몬스터즈 - 블러드 레드 슈스 - 로맨틱펀치 - 마마스 건 - 피터팬 컴플렉스 - 스완 다이브 - 바이바이배드맨 - 헤멘웨이 - 고고스타 - 몽키즈 - 트래쉬 - 윈디 시티 - 스컬&하하 - 서울리딤슈퍼클럽 - 시베리안 허스키 with 홀라당 - 사우스카니발 - 스쿼시바인스 - The Weekend - Wow - Jeff - 비트 버거 - Scarnite - Wadada Sound - 수리수리 마하수리 - 슈가석율 - 태히언과 뿌리자 |
| 2014년 | 8월 1일 | 8월 2일 | 8월 3일 |
| 2014년 | 헤드라이너 : 이승환 - 데이브레이크 - 수어사이덜 텐던시스 - 피아 - 맥시모 파크 - 크로스페이스 - 쏜애플 - 구남과여라이딩스텔라 - 리지 보든 - 피해의식 - 덴파구미.inc - 방엘 - 써드스톤 - 휴 키이쓰 - 아즈버스 - 마이 스킨 어겐스트 유어 스킨 - 백마 - 공무수행 - Inside Core - Kingmck - Baryonyk - VJ nine | 헤드라이너 : 카사비안 - 이디오테잎 - 보이스 라이크 걸스 - 크래쉬 - 오렌지 렌지 - 장미여관 - 더 호러스 - 페퍼톤스 - 더 인스펙터 크루조 - 디어클라우드 - 솔루션스 - 넘버원코리안 - 라이프 앤 타임 - 루디스텔로 - 이지형 - 미미시스터즈 - 리플렉스 - 애쉬그레이 - 18그램 - Dguru - Daywalker & Vandal Rock - Frants - VJ rustic | 헤드라이너 : 트래비스 - 스타세일러 - 불독맨션 - 로맨틱펀치 - 킹스턴 루디스카 - 스컬&하하 - 장필순, 조동희, 오소영 - 어반자카파 - 스캔들 - 해리빅버튼 - 위 아 더 나잇 - 어콜렉티브 - 스몰오 - 방엘 - 노 리스펙트 포 뷰티 - 럭스 - 포브라더스 - 잔나비 - 갈릭스 - 레드 플라워 |
| 2015년 | 8월 7일 | 8월 8일 | 8월 9일 |
| 2015년 | 헤드라이너 : 스콜피언스 - 김창완 밴드 - 더 유즈드 - 옐로우 몬스터즈 - 몽니 - 신해철 Tribute by 넥스트 유나이티드 - 피어 앤 로딩 인 라스베가스 - 잠비나이 - 스틸하트 - 13스텝스 - 아즈버스 - 디아블로 - 연남동 덤앤더머 - 화난곰 | 헤드라이너: 서태지 - 쿡스 - 피아 - 에고래핑 - 김반장과 윈디 시티 - 소란 - 십센치 - 스완키 덩크 - 김사랑 - 셰퍼드 - 아시안 체어샷 - 잔나비 - 안녕바다 - 메써드 - 래리스 피자 | 헤드라이너: 프로디지 - YB - 크래쉬 - 더 크립스 - 솔루션스 - 넘버원코리안X사우스카니발 - 뮤 - 쏜애플 - 마마스 건 - 선우정아 - 후후 - 레이븐 - 리플렉스 - 몽키즈 - 트래쉬 |
| 2016년 | 8월 12일 | 8월 13일 | 8월 14일 |
| 2016년 | 헤드라이너 : 스웨이드, 넬 - 런 리버 노스 - 갤럭시 익스프레스 - 위 아 더 나잇 - 김광석 20주기 김창기X이윤정X피터팬컴플렉스X위 아 더 나잇 - 더 오럴 시가렛츠 - 크래쉬 - 메써드 - 럭스 feat. Bagagee Viphex 13 - 펜타포트 슈퍼밴드 김도균, 토미키타, 김태진, 김세헌, 에이퍼즈 - 보이즈 인 더 키친 - Inlayer - Rapbeatshow - 자이언티 - 마이크로닷 - 긱스 - 자 메쯔 - 인크레더블 - 루드페이퍼 Live Set - 김창기밴드 - 세이 예스 독 - 쏠라티 | 헤드라이너: 위저 - 크로스페이스 - 그룹러브 - 십센치 - 데이브레이크 - 로맨틱펀치 - 낫띵 벗 씨브스 - 이디오테잎 - 앳 더 드라이브 인 - 라이프 앤 타임 - 더 프리처스 - 아이엠낫 - 오리엔탈쇼커스 - 딕펑스 - 술탄오브더디스코 - 단편선과 선원들 - 전범선과 양반들 - 제이레빗 - 노 메탈 인 디스 배틀 - 피해의식 | 헤드라이너: 패닉! 앳 더 디스코, 투 도어 시네마 클럽 - 칵스 - 스파이에어 - 정준일 - 피터팬컴플렉스 - 백신즈 - 페퍼톤스 - 디어클라우드 - 프롬 - 블랙 허니 - 잔나비 - 맨 - 모나치 - 신세하 - 러브엑스테레오 - 루디스텔로 - 옥상달빛 - 에이퍼즈 - 라이씨 |
| 2017년 | 8월 11일 | 8월 12일 | 8월 13일 |
| 2017년 | 헤드라이너 : 국카스텐 - 형돈이에게 장미를 대준이(형돈이와 대준이X장미여관) - 강산에 - 킹스턴 루디스카 - 듀아 리파 - 볼빨간 사춘기 - 헐 네임 인 블러드 - 아시안 체어샷 - 부평올스타빅밴드 - 레이지본 - 넘버원코리안 - 스카웨이커스 - DJ 스카챔피온 - DJ 슈가석율 - 에이프릴 세컨드 - 허니스트 | 헤드라이너: 바스틸 - 장기하와 얼굴들 - 디엔씨이 - 피아 - 써카 웨이브스 - 쏜애플 - 유 미 앳 식스 - 악동뮤지션 - 스완키 덩크 - 이슈스 - 로다운 30 - 바세린 - 더 베인 - 브로콜리 너마저 - 이승열 - 아도이 - 불나방스타쏘세지클럽 - IMLAY - 오왠 - 오존 - 데카당 - 랜드 오브 피스 | 헤드라이너: 저스티스 - 이디오테잎 - 5 세컨즈 오브 서머 - 자이언티 - 크리스탈 레이크 - 솔루션스 - 찰리 엑스씨엑스 - 몽니 - 선다라 카르마 - 이용원 - 서사무엘X김아일 - 오리엔탈 쇼커스 - 김오키 - 키라라 - 디구루 - FFAN - 타이거 디스코 - 고고스타 - 새소년 - 문댄서즈 - 코가손 |
| 2018년 | 8월 10일 | 8월 11일 | 8월 12일 |
| 2018년 | 헤드라이너 : 자우림 - 데이브레이크 - 로맨틱펀치 - 아이 엠 낫 - 피아 - 라우드니스 - 소닉스톤즈 - 해머링 - 김하온 - 마이크로닷 - 키썸&전지윤 - 크루셜스타 - 체리콕 - DJ 테즈 - 알포나인틴 - 허니페퍼 | 헤드라이너: 나인 인치 네일즈 - 마이크 시노다 - 칵스 - 크로스페이스 - 크래쉬 - 잔나비 - 더 블루디 비트루츠 - 글렌체크 - 마리안 힐 - 선우정아 - 랜드 오브 피스 - 디티에스큐 - 사우스카니발 - 루나파이럿츠 - 나잠수와 빅웨이브즈 - 나이트템포&야서노지 - 빈센트 코벡 - 세이수미 - 엔플라잉 - 김페리 - 다브다 - 스트랑겔리 아루싱 | 헤드라이너: 마이 블러디 밸런타인 - 혁오 - 후바스탱크 - 워크 더 문 - 라이프 앤 타임 - 디어클라우드 - 스타세일러 - 서치모스 - 새소년 - 네버 영 비치 - 아도이 - 오오오 - 문댄서즈 - 웨터 - 신세하 - 앗싸 - 소울소스 - 동양표준음향사 dj crew - 완태 - 라이엇 키즈 - 맥거핀 |

## 미디어
- KBS《다큐멘터리 3일 - 3일간의 청춘 공동체 펜타포트 록 페스티벌》(2007년 8월 16일)

## 같이 보기
- 대한민국의 음악제 목록